# Парадиплоспинусы
Парадиплоспинусы (лат. Paradiplospinus) — род лучепёрых рыб из  семейства гемпиловых (Gempylidae).

## Описание
Тело чрезвычайно удлиненное и сжатое с боков; у взрослых особей максимальная высота тела укладывается 12—17 раз в стандартную длину тела; ширина тела укладывается 1,9—2,4 раза в высоту тела. Анальное отверстие расположено примерно в два раза ближе к окончанию хвостового плавника, чем к кончику рыла. Нижняя челюсть выступает вперед. Окончания обеих челюстей без кожного отростка. Несколько слегка изогнутых клыковидных зубов в передней части верхней челюсти и пара на кончике нижней челюсти. Боковые зубы сильно сжатые, заострённые и расположены неравномерно. Зубы на сошнике однорядные; есть мелкие зубы на нёбных костях. Первый спинной плавник с 35—39 жёсткими лучами, во втором спинном плавнике 26—34 мягких лучей. Длина основания второго спинного плавника меньше половины основания первого спинного плавника. Анальный плавник с двумя небольшими свободными колючками и 24—31 мягкими лучами; передняя мягкая часть анального плавника довольно высокая. Грудные плавники с 12—14 мягкими лучами. Брюшные плавники отсутствуют (один колючий луч у молоди). Боковая линия одна, проходит по середине тела. Позвонков от 60 до 67, в том числе от 35 до 39 туловищных и от 23 до 28 хвостовых. Окраска тела коричневато-чёрная или серебристо-белая. Ротовая и жаберные полости чёрные. Максимальная стандартная длина тела 52 см.

## Распространение и места обитания
Распространены в юго-восточной части Атлантического океана и в Южном океане. Морские бентопелагические рыбы. Питаются мелкими рыбами и беспозвоночными.

## Классификация
В составе рода выделяют два вида:
- Paradiplospinus antarcticus  Andriashev, 1960 — Антарктический парадиплоспинус
- Paradiplospinus gracilis (Brauer, 1906) — Тонкий парадиплоспинус